# دونالد ای. مالیم
دونالد ای. مالیم (به انگلیسی: Donald L. Mallick) خلبان اهل کشور ایالات متحده آمریکا است که در ۴ اکتبر ۱۹۳۰ میلادی در سویکلی، پنسیلوانیا زاده شد.